# Edward James Salisbury
Edward James Salisbury CBE (*  16. April 1886 in Harpenden, Hertfordshire; † 10. November 1978) war ein britischer Botaniker und Ökologe. Sein offizielles botanisches Autorenkürzel lautet „E. Salisb.“
Salisbury studierte Botanik am University College London mit dem Abschluss 1905. Er erhielt 1913 einen D.Sc. für Arbeiten über fossile Samen, war Senior Lecturer am East London College und wurde danach Senior Lecturer, ab 1924 Reader in Pflanzenökologie und ab 1929 Quain Professor für Botanik am University College London.
Von 1943 bis 1956 war er Direktor der Royal Botanic Gardens (Kew). In dieser Zeit fiel auch die Restaurierung der Gärten nach dem Zweiten Weltkrieg. Von 1962 bis 1967 war er Präsident des Sussex Wildlife Trust.
Anfangs befasste er sich mit der Ökologie von Wäldern, insbesondere in seiner Heimat Hertfordshire. Später war er ein Pionier von Untersuchungen über Samengröße und Reproduktion im Verhältnis zum Habitat und untersuchte die Ökologie von Gartenunkräutern und Pflanzen in Sanddünen.
Für sein erfolgreiches populärwissenschaftliches Buch The Living Garden von 1935 erhielt er 1936 die Veitch Memorial Medal der Royal Horticultural Society.
1933 wurde er Fellow der Royal Society, deren Royal Medal er 1945 erhielt für Beiträge zur Pflanzenökologie und allgemein zum Studium der britischen Flora (Laudatio). Er wurde 1939 Commander of the Order of the British Empire (CBE) und wurde 1946 geadelt. Er war Ehrendoktor in Glasgow und Edinburgh.

## Schriften
- The Living Garden. London, George Bell and Sons 1935
- The Reproductive Capacity of Plants. London, George Bell and Sons 1942
- Flowers of the Woods. King Penguin 1946
- Downs and Dunes: their plant life and its environment. London, George Bell and Sons 1952
- Weeds and Aliens. London, Collins 1961
- The Biology of Garden Weeds. Royal Horticultural Society 1962